# 世界大学学術ランキング
世界大学学術ランキング（せかいだいがくがくじゅつらんきんぐ、英語: Academic Ranking of World Universities、略称：ARWU）とは、2003年から2008年までは上海交通大学が発行し、2009年からは Shanghai Ranking Consultancy が発行している複数の指標を持つ世界初の世界大学ランキングである。通称上海ランキング（Shanghai Ranking）。
2003年開始当初は中国大陸の大学の上位ランクイン数が少なかったが徐々に増加し、2011年には上位500位に23校がランクインした。
「世界大学学術ランキング」は、世界最も影響力のある大学ランキングの一つと評価されている。客観的な数値を基準とすることで高く評価される一方で、人文科学を軽視していると批判されることもある。

## 採点基準
|   | 項目                             | 配分 | 詳細 |
| - | -------------------------------- | ---- | --- |
| 1 | 受賞卒業生の数                   | 10%  | ノーベル賞もしくはフィールズ賞を受賞した卒業生数                                                               |
| 2 | 受賞スタッフ数                   | 20%  | ノーベル賞もしくはフィールズ賞を受賞した教員数（受賞時に当該大学に所属していた教員）                           |
| 3 | 被引用研究者数                   | 20%  | 21の領域分野において引用率の高い研究者の数（トムソンISI (Institute of Scientific Information) のデータを使用） |
| 4 | ネイチャー誌とサイエンス誌論文数 | 20%  | 両雑誌に発表された論文の数                                                                                     |
| 5 | 論文引用数                       | 20%  | ISIの自然科学論文引用インデックスと社会科学論文引用インデックスの被引用論分数                                  |
| 6 | 規模                             | 10%  | 上記5つの指標の総合スコアをフルタイムのスタッフ数で割った数                                                    |

## 順位
| 順位 | 大学                             | 国             |
| ---- | -------------------------------- | -------------- |
| 1    | ハーバード大学                   | アメリカ合衆国 |
| 2    | スタンフォード大学               | アメリカ合衆国 |
| 3    | マサチューセッツ工科大学         | アメリカ合衆国 |
| 4    | ケンブリッジ大学                 | イギリス       |
| 5    | カルフォルニア大学バークレー校   | アメリカ合衆国 |
| 6    | プリンストン大学                 | アメリカ合衆国 |
| 7    | オックスフォード大学             | イギリス       |
| 8    | コロンビア大学                   | アメリカ合衆国 |
| 9    | カルフォルニア工科大学           | アメリカ合衆国 |
| 10   | シカゴ大学                       | アメリカ合衆国 |
| 11   | イェール大学                     | アメリカ合衆国 |
| 12   | コーネル大学                     | アメリカ合衆国 |
| 13   | カルフォルニア大学ロサンゼルス校 | アメリカ合衆国 |
| 14   | ペンシルバニア大学               | アメリカ合衆国 |
| 15   | パリ=サクレー大学                | フランス       |
| 16   | ジョンズ・ホプキンス大学         | アメリカ合衆国 |
| 17   | ロンドン大学                     | イギリス       |
| 18   | ワシントン大学                   | アメリカ合衆国 |
| 19   | カルフォルニア大学サンディエゴ校 | アメリカ合衆国 |
| 20   | チューリッヒ工科大学             | スイス         |

世界大学学術ランキング（日本）—上位10校
| 機関         | 順位    |
| ------------ | ------- |
| 東京大学     | 28      |
| 京都大学     | 45      |
| 名古屋大学   | 117     |
| 東京工業大学 | 175     |
| 北海道大学   | 201-300 |
| 九州大学     | 201-300 |
| 大阪大学     | 201-300 |
| 東北大学     | 201-300 |
| 筑波大学     | 201-300 |
| 慶應義塾大学 | 301-400 |